# Silabenzen
Silabenzen je aromatická heterocyklická sloučenina tvořená šestičlenným kruhem, kde je v molekule benzenu jeden atom uhlíku nahrazen křemíkem. Nahrazením dalších uhlíkových atomů lze odvodit disilabenzen (který má tři teoreticky možné izomery), trisilabenzen (3 izomery) a další.
Silabenzeny byly zahrnuty do mnoha teoretických a syntetických studií, kde bylo zkoumáno, jestli jsou analogy benzenu obsahující prvky 14. skupiny, silabenzen, stannabenzen a germabenzen, aromatické.
I když je známo několik heteroaromatických sloučenin s cykly obsahujícími atomy dusíku, kyslíku či síry, tak je silabenzen považován za nestabilní a neizolovatelnou sloučeninu, kterou lze zachytit na delší dobu pouze v matricích za nízkých teplot nebo jako Dielsův–Alderův adukt. Byly ovšem vyvinuty reakce, kterými vznikají kineticky stabilizované silabenzeny a těžší analogy benzenu, například germaniové.

## Příprava

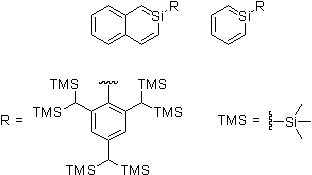
Stabilní 2-silanaftalen a silabenzen

Bylo provedeno několik pokusů o přípravu stabilních silabenzenů pomocí objemných substituentů, jako jsou terc-butylové nebo trimethylsilylové skupiny, produkty však reagovaly mezi sebou za tvorby dimerů, a to i při nízkých teplotách (pod -100 °C), což způsobovala značná reaktivita vazeb π. V roce 1978 byla popsána pyrolýza 1-methyl-1-allyl-1-silacyklohexa-2,4-dienu v křemenné trubici zahřívané na 428 °C, kde byl reaktantem a zároveň nosným plynem ethyn nebo perfluorbut-2-yn. Vznikaly přitom retroenovými reakcemi Dielsovy–Alderovy adukty s 1-methyl-1-silylbenzenem, 1-methyl-1-silabicyklo[2.2.2]oktatrien či 1-methyl-2,3-bis(trifluormethyl)-1-silabicyklo[2.2.2]oktatrien.
Na základě výpočtů provedených v roce 2013 byl vytvořen způsob přípravy stabilních silabenzenů za laboratorní teploty pomocí Brookova přesmyku.
[1,3]-Si → O přesmyk trimethylsilylovaných a triisopropylsilylovaných prekurzorů za přítomnosti tetraedrických atomů křemíku v sousedství karbonylového kyslíku vedla k tvorbě aromatických silabenzenů Brookova typu.
Na přípravu naftalenového analogu 2-silanaftalenu, první popsané silaaromatické sloučeniny, roku 2000 navázala stejná výzkumná skupina syntézou tepelně stálého silabenzenu, přičemž byly využity sterické efekty nové chránicí skupiny.
V roce 2002 byl připraven derivát 9-silaantracenu a také 1-silanaftalenu. Ve stejném roce se rovněž podařilo získat 1,4-disilabenzen.
Rok 2007 přinesl syntézu 1,2-disilabenzenu formální [2+2+2] cyklotrimerizací disilynu (sloučeniny s trojnou vazbou Si-Si, křemičitým analogem ethynu) s fenylacetylenem.
Některé teoretické studie naznačují, že symetrický 1,3,5-trisilabenzen by měl být stabilnější než 1,2-disilabenzen.

## Vlastnosti a reakce
Izolované silabenzeny reagují s různými sloučeninami v pozicích 1,2- nebo 1,4- za vzniku dienových produktů, čímž se narušuje aromaticita silabenzenu, jelikož benzen s elektrofily reaguje za tvorby substituovaných benzenů. Křemík patří mezi polokovy a tak je vazba Si-C u silabenzenu značně polarizovaná a snadno se štěpí. Silabenzen je také citlivý na ultrafialové záření, jehož působením se mění na valenční izomer, nazývaný silabenzvalen. Teoretické výpočty i chemický posun v NMR spektrech silabenzenů ovšem ukazuje, že jde o aromatické sloučeniny, i když reagují jinak než benzen a jiné běžné aromatické sloučeniny.

## Hexasilabenzen
Podle výpočtu by plně křemíkový analog benzenu, hexasilabenzen (Si6H6) měl mít šestičlennou symetrii nebo židličkovou konformaci.
Ukázalo se, že odchylky molekul hexasilabenzenu od rovinného tvaru jsou způsobeny pseudo Jahnovým–Tellerovým efektem.
Roku 1993 byl připraven stabilní hexasilaprisman a v roce 2010 sloučenina izomerní s hexasilabenzenem, která byla popsána jako stabilní a pomocí rentgenové krystalografie bylo zjištěno, že má židličkovitý tricyklický křemíkový řetězec.
Snaha o přípravu rovinného Si6 analogu benzenu byla rozšířena na aniontové cykly a struktury obsahující atomy lithia místo vodíků.
Výpočty na základě teorie funkcionálu hustoty bylo zjištěno, že u řady rovinných a trojrozměrných struktur se souhrnnými vzorci Si6Li2-8 je globální minimum u rovinného kruhu Si6Li6. Tento konkrétní kruh má D2h symetrii se čtyřmi lithnými kationty mezi sousedními atomy křemíku, čímž vznikají tricentrické dvouelektronové vazby, a dva další ionty Li+ nad a pod středem roviny kruhu. Vysoce symetrický D6h strukturní analog hexalithiumbenzenu má rozdíl energie 2,04 eV oproti minimu.
Teorie funkcionálu hustoty byla také využita ke zkoumání aromaticity, jako se dá použít u mnoha různých molekul funkcionál hybridní hustoty B3LYP. Jako kritérium ke zkoumání byly vybrány chemické posuny nezávislé na jádru. Globální minimum (D2h symetrický kruh) a D6h symetrický kruh měly hodnoty −3,95 a −5,95; záporné hodnoty ukazují na aromaticitu.
Později bylo s využitím nového genetického algoritmu spočítáno, že trojrozměrná struktura Si6Li6 je stabilnější než rovinné izomery.